# Astronesthes nigroides
Astronesthes nigroides es una especie de pez de la familia Stomiidae en el orden de los Stomiiformes.

## Morfología
• Los machos pueden llegar alcanzar los 12,8 cm de longitud total.

## Hábitat
Es un pez de mar y de aguas  subtropicales que vive entre 0-50 m de profundidad.

## Distribución geográfica
Se encuentra al noroeste del Pacífico: 35 ° N, 152 ° E-
.